# Piknik Naukowy

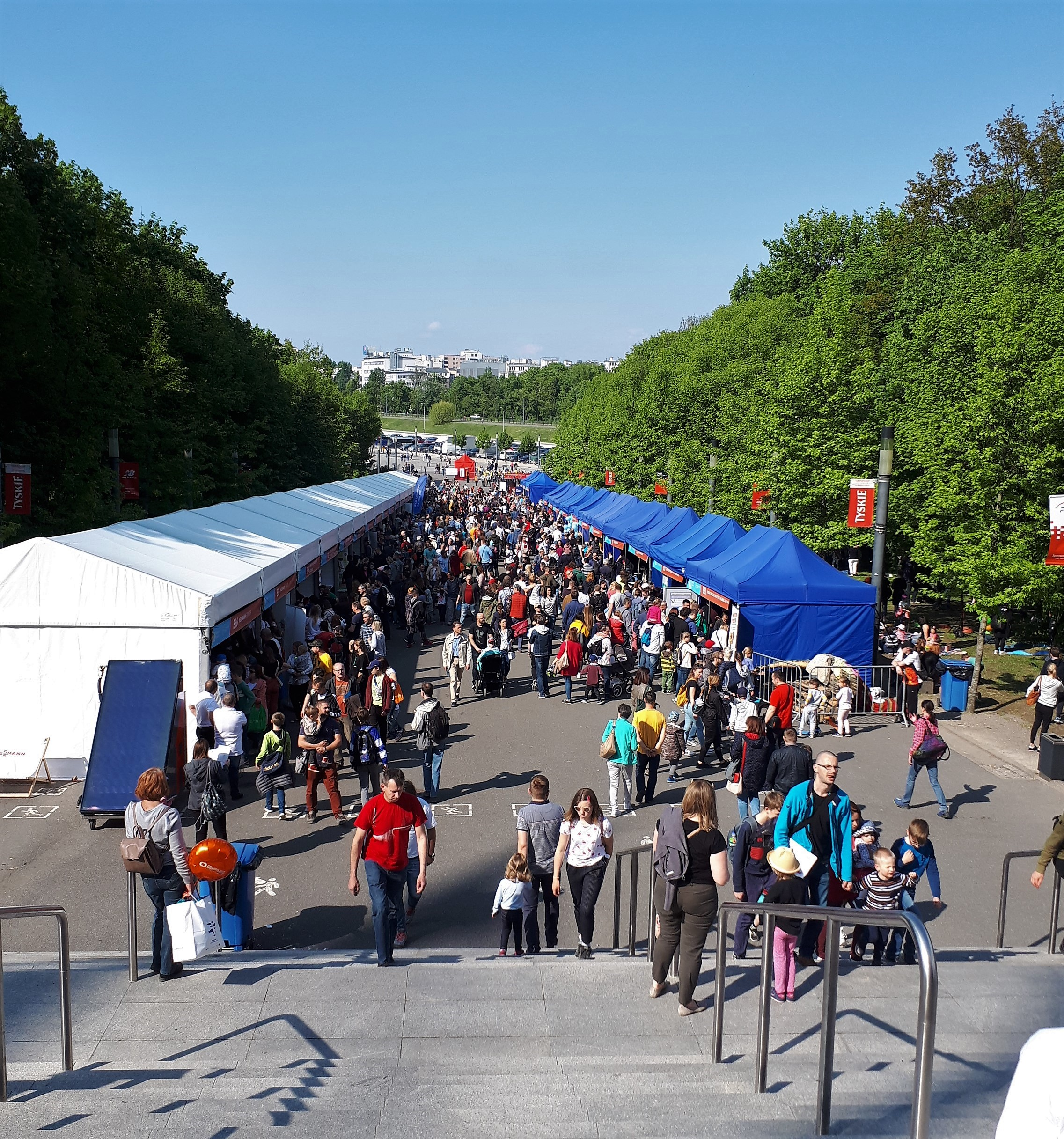
23. Piknik Naukowy

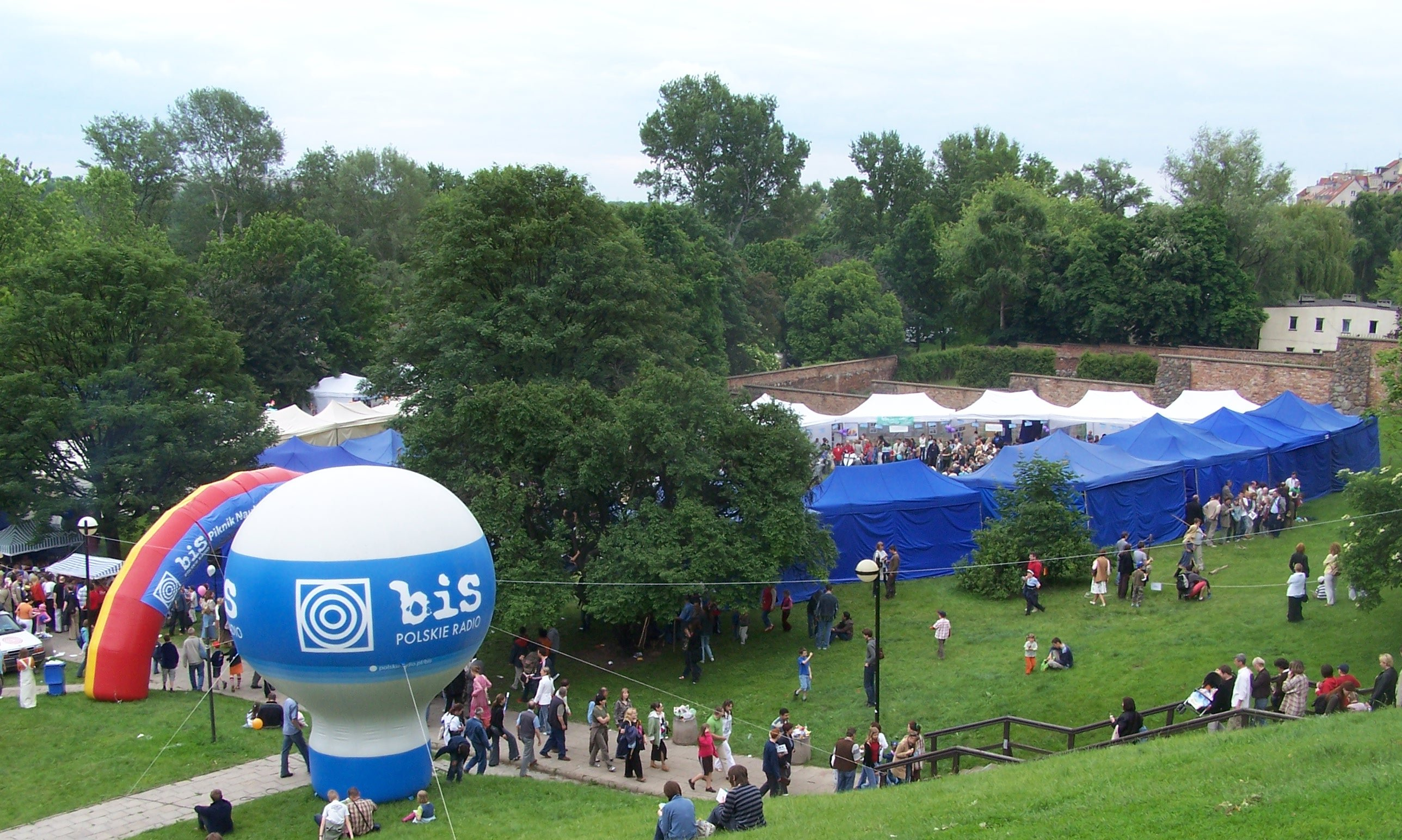
10. Piknik Naukowy Polskiego Radia Bis, 3 czerwca 2006

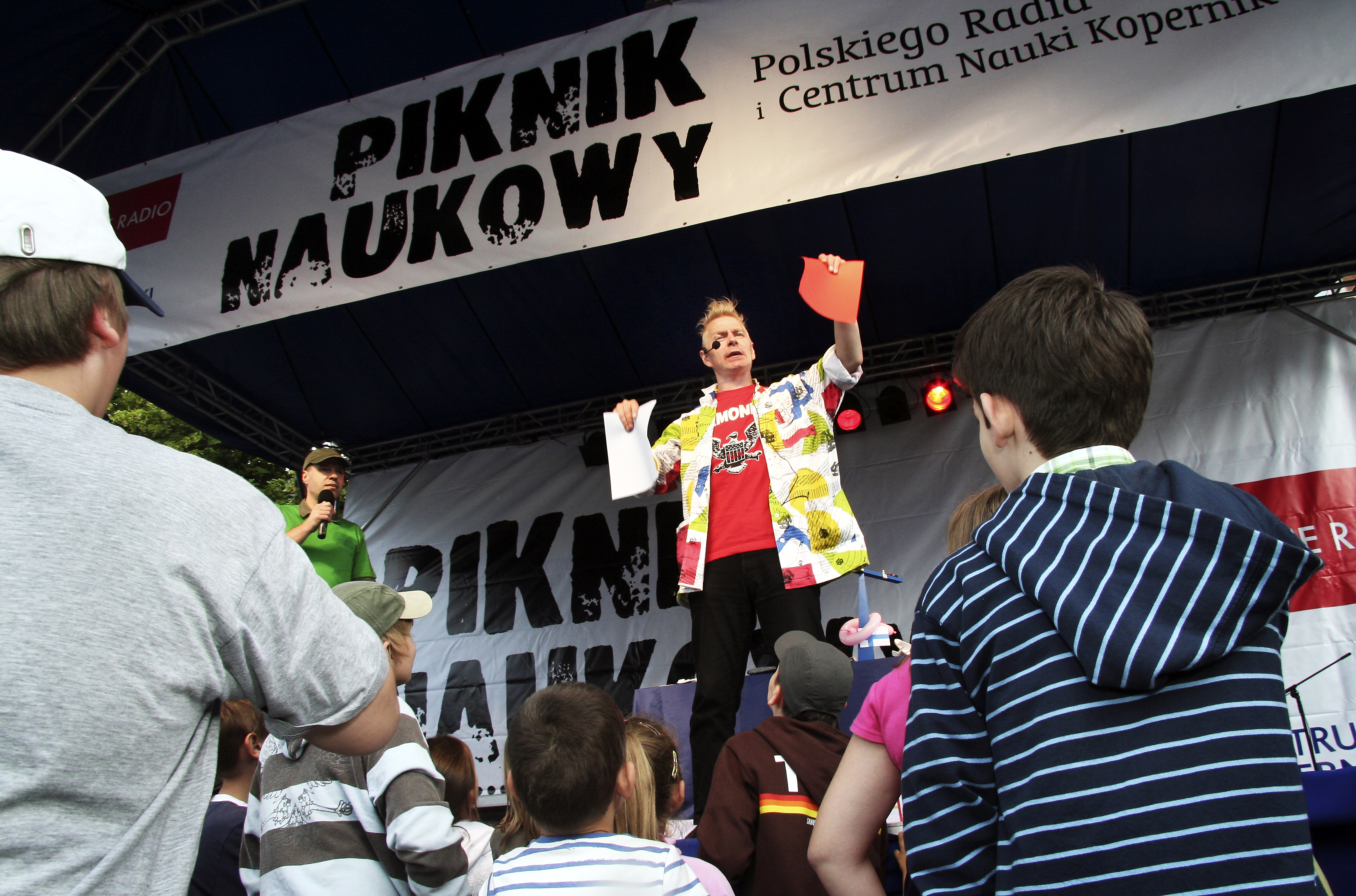
12. Piknik Naukowy Polskiego Radia i Centrum Nauki Kopernik, 14 czerwca 2008

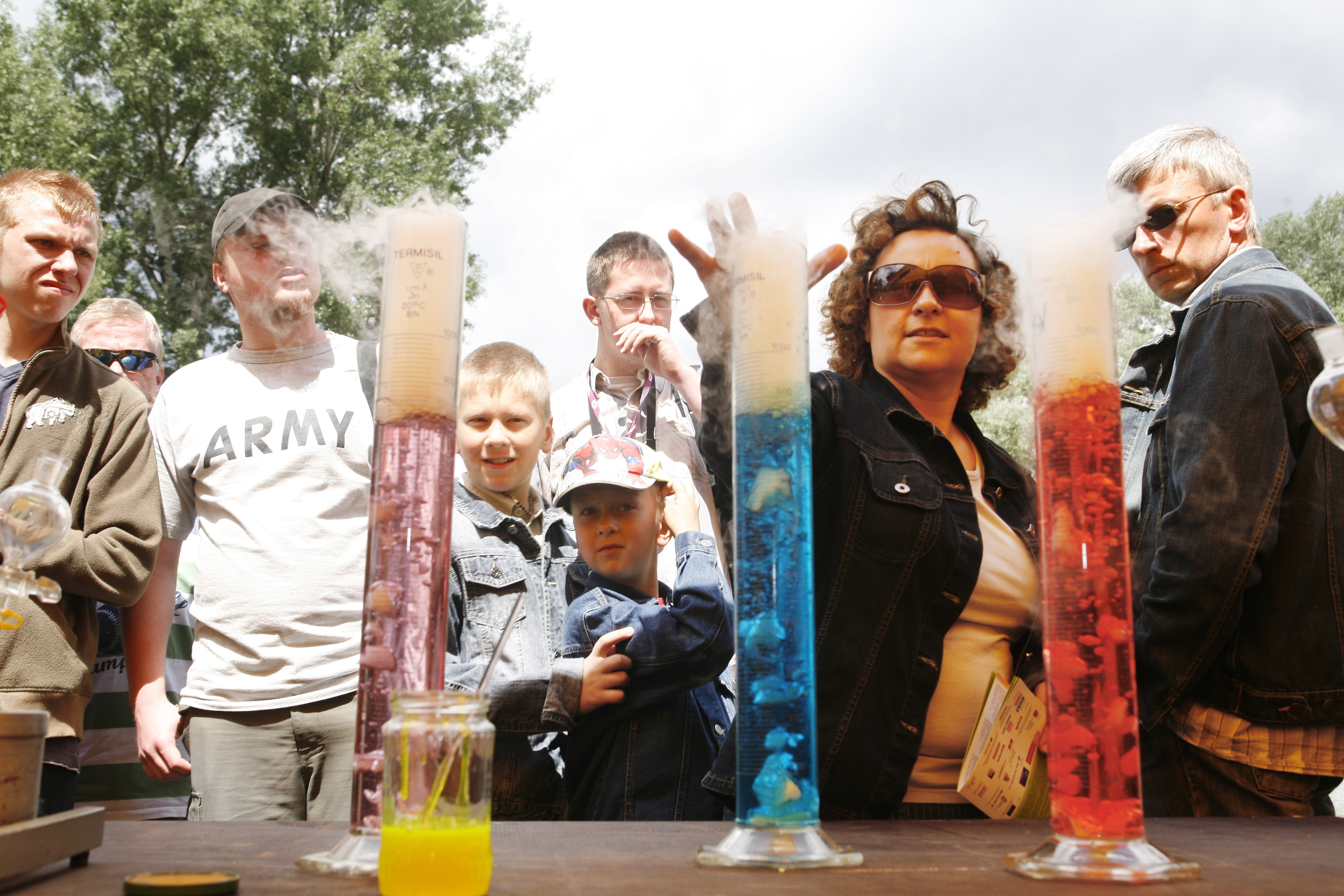
12. Piknik Naukowy Polskiego Radia i Centrum Nauki Kopernik

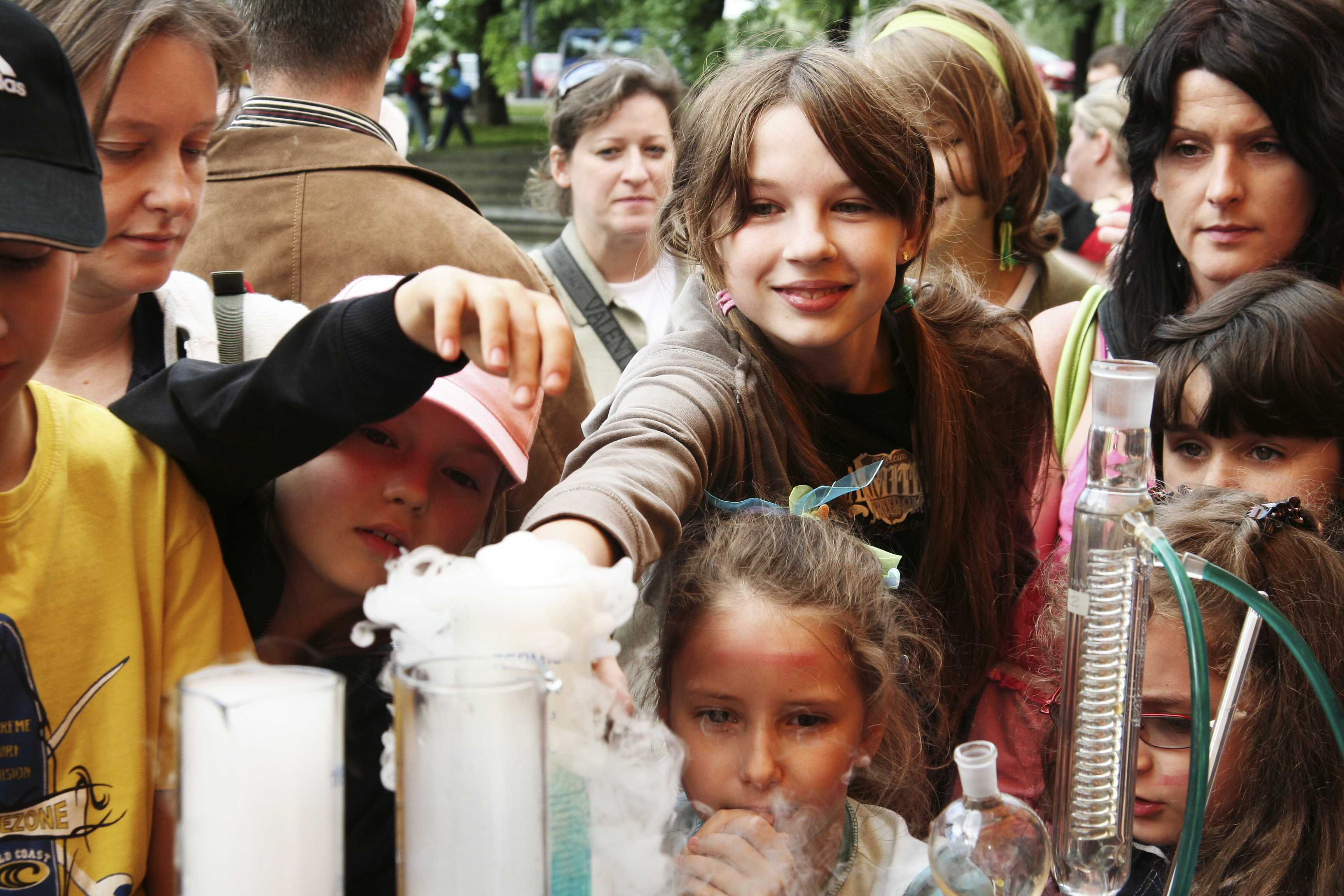
12. Piknik Naukowy Polskiego Radia i Centrum Nauki Kopernik

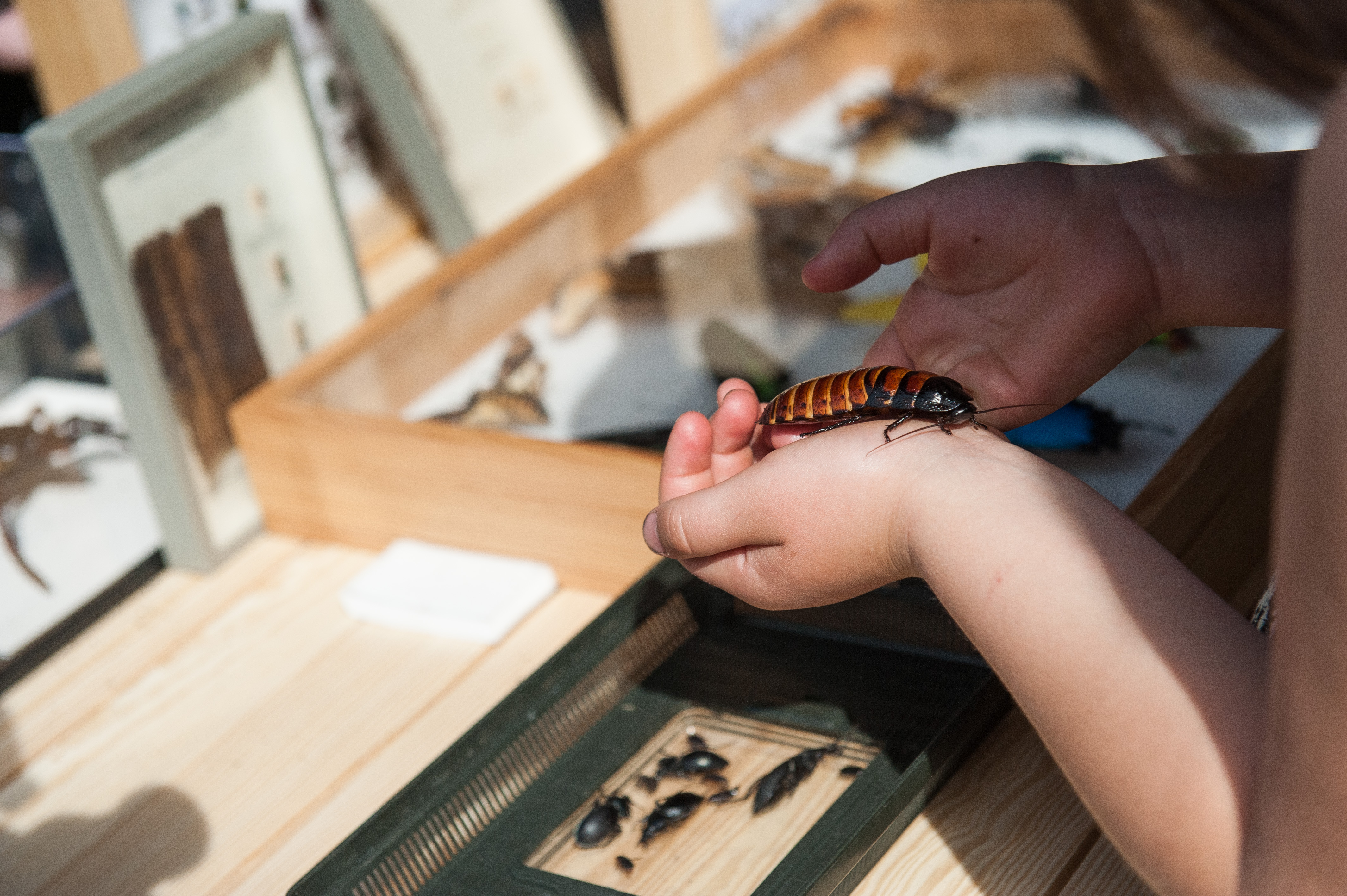
20. Piknik Naukowy, 2016 r.

Piknik Naukowy – największa w Europie plenerowa impreza popularyzująca naukę, organizowana przez Polskie Radio i Centrum Nauki Kopernik. Odbywa się corocznie od 1997: początkowo na Rynku Nowego Miasta i Podzamczu w Warszawie, od 2010 w Parku Marszałka Edwarda Rydza-Śmigłego na Powiślu, a w ostatnich edycjach na Stadionie Narodowym.
Instytucje naukowe i dydaktyczne z Polski i zagranicy prezentują tu swoje osiągnięcia oraz odsłaniają kulisy swojej codziennej pracy. Pokazują naukę, wykorzystując eksperymenty, pokazy, często także interaktywne eksponaty.
W 2005 roku Piknik Naukowy został wyróżniony przez Komisję Europejską jako jeden z 10 wzorcowych europejskich projektów obszaru „Nauka i społeczeństwo”.

## Historia
Pierwszy Piknik Naukowy (jako Piknik Naukowy Polskiego Radia Bis) odbył się 14 czerwca 1997 roku na Rynku Nowego Miasta. Wzięło w nim udział 17 warszawskich instytucji naukowych i dydaktycznych, które w 13 namiotach prezentowały doświadczenia i pokazy z fizyki, archeologii i medycyny. Piknik odwiedziło ponad 3000 osób, co środowisko naukowe uznało za duży sukces.
W kolejnych latach liczba uczestniczących instytucji oraz zwiedzających osób szybko rosła. W 2006 roku na Piknik przyszło ok. 150 tys. osób. Uczestniczyło w nim 170 instytucji z Polski i zagranicy; w 2007 roku – 200 instytucji. Zaprezentowały one kilkaset pokazów i doświadczeń.
Od 2005 roku na Piknik zapraszany jest gość specjalny. W 2005 roku były to Niemcy, w 2006 roku – Francja, w 2007 roku – Unia Europejska. Od 2001 roku Piknik ma temat przewodni; inny każdego roku.
Od 2008 roku Piknik Naukowy jest organizowany wspólnie przez Polskie Radio oraz Centrum Nauki Kopernik.

## Daty i tematy przewodnie Pikników Naukowych
- 14 czerwca 1997 r. – 1. Piknik Naukowy Polskiego Radia BIS
- 6 czerwca 1998 r. – 2. Piknik Naukowy Polskiego Radia BIS
- 22 maja 1999 r. – 3. Piknik Naukowy Polskiego Radia BIS
- 10 czerwca 2000 r. – 4. Piknik Naukowy Polskiego Radia BIS
- 9 czerwca 2001 r. – 5. Piknik Naukowy Polskiego Radia BIS – „Czym zaskoczy nas świat?”
- 8 czerwca 2002 r. – 6. Piknik Naukowy Polskiego Radia BIS – „Co nauka daje sztuce?”
- 14 czerwca 2003 r. – 7. Piknik Naukowy Polskiego Radia BIS – „DNA twoje życie”
- 22 maja 2004 r. – 8. Piknik Naukowy Polskiego Radia BIS – „Nauka bez granic”
- 4 czerwca 2005 r. – 9. Piknik Naukowy Polskiego Radia BIS – „Fizyka na fali”
- 3 czerwca 2006 r. – 10. Piknik Naukowy Polskiego Radia BIS – „Świat za 10 lat. Spróbuj przepowiedzieć przyszłość”
- 26 maja 2007 r. – 11. Piknik Naukowy Polskiego Radia BIS – „M4T3M4TYK4 I MY”
- 14 czerwca 2008 r. – 12. Piknik Naukowy Polskiego Radia i Centrum Nauki Kopernik – „Język nauki”
- 30 maja 2009 r. – 13. Piknik Naukowy Polskiego Radia i Centrum Nauki Kopernik – „Nauka wśród gwiazd”[6]
- 12 czerwca 2010 r. – 14. Piknik Naukowy Polskiego Radia i Centrum Nauki Kopernik – „Wielki MikroŚwiat”[7]
- 28 maja 2011 r. – 15. Piknik Naukowy Polskiego Radia i Centrum Nauki Kopernik – „Wolność”[8]
- 12 maja 2012 r. – 16. Piknik Naukowy Polskiego Radia i Centrum Nauki Kopernik – „Energia”[9]
- 15 czerwca 2013 r. – 17. Piknik Naukowy Polskiego Radia i Centrum Nauki Kopernik – „Życie”[10]
- 31 maja 2014 r. – 18. Piknik Naukowy Polskiego Radia i Centrum Nauki Kopernik – „Czas”[11]
- 9 maja 2015 r. – 19. Piknik Naukowy Polskiego Radia i Centrum Nauki Kopernik – „Światło”[12]
- 7 maja 2016 r. - 20. Piknik Naukowy Polskiego Radia i Centrum Nauki Kopernik – „Zdrowie”[13]
- 3 czerwca 2017 r. - 21. Piknik Naukowy Polskiego Radia i Centrum Nauki Kopernik – „Ziemia"[14]
- 9 czerwca 2018 r. - 22. Piknik Naukowy Polskiego Radia i Centrum Nauki Kopernik – „Ruch"[15]
- 11 maja 2019 r. - 23. Piknik Naukowy Polskiego Radia i Centrum Nauki Kopernik - „My i Maszyny"[16]

## Inicjatorzy
Organizatorami i pomysłodawcami byli:
- prof. Łukasz Turski z Centrum Fizyki Teoretycznej PAN,
- Robert Firmhofer z Polskiego Radia (od 2006 roku dyrektor Centrum Nauki Kopernik)
- Krystyna Kępska-Michalska z Polskiego Radia.

W 1998 roku zostali oni uhonorowani nagrodą im. prof. Hugona Steinhausa. Piknik Naukowy był inspiracją do wielu inicjatyw popularyzujących naukę, m.in. do powstania w Warszawie Centrum Nauki Kopernik.

## Uczestnicy
W Pikniku Naukowym co roku uczestniczy ok. 250 instytucji, w tym: uczelnie; instytuty badawcze, muzea i instytucje kultury, fundacje związane z nauką; koła naukowe, a także grupy szkolne związane np. z zespołami CanSat, Klubami Młodego Odkrywcy, akcją Konstruktorzy Marzeń i in.  
Wystawcy przyjeżdżają z całej Polski oraz z zagranicy (m.in. z Bułgarii, Chin, Czech, Danii, Egiptu, Estonii, Finlandii, Francji, Grecji, Irlandii, Litwy, Maroka, Portugalii, Niemiec, Słowacji, Słowenii, USA, Szwecji, Węgier, Wielkiej Brytanii, Włoch, Turcji).  
Na Pikniku reprezentowane są różne dyscypliny naukowe, zarówno nauki ścisłe, przyrodnicze, społeczne i humanistyczne. Dla dzieci wyznaczone są specjalne strefy rodzinne, na scenie prezentuje się specjalne pokazy, występy, panele dyskusyjne itp,

## Edycje (wybór)

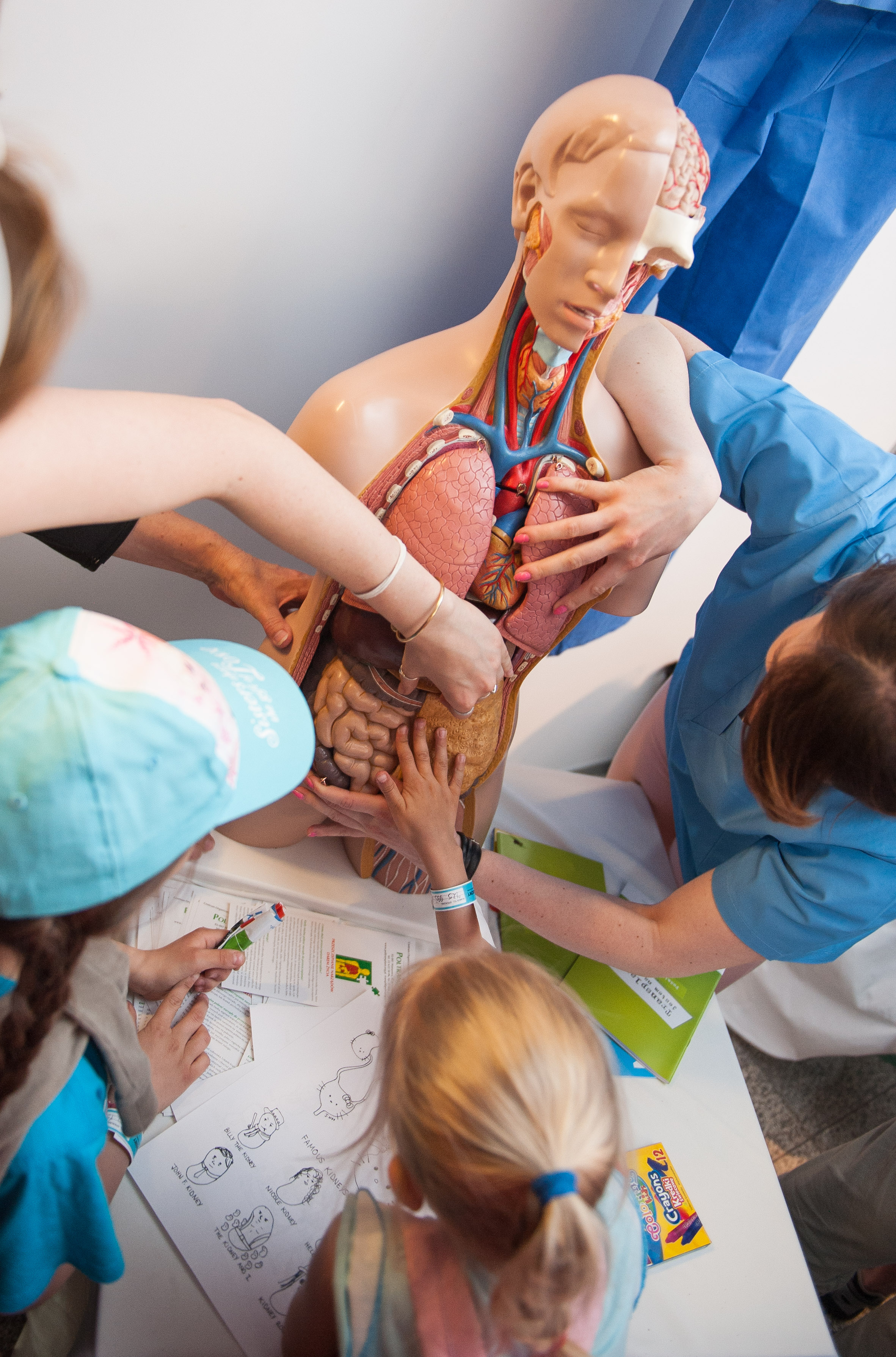
20. Piknik Naukowy, 2016

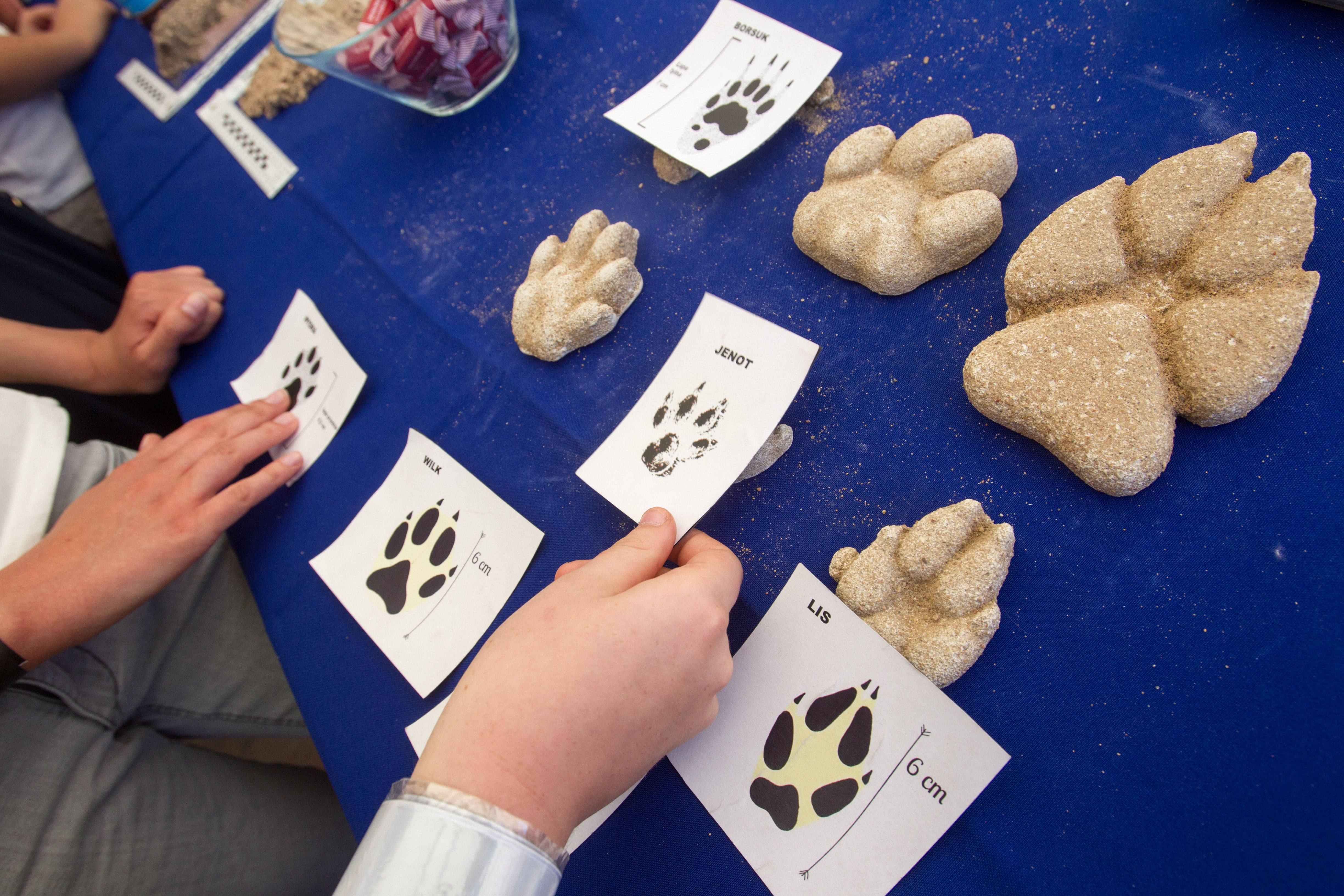
21. Piknik Naukowy

### 2011
28 maja 2011 odbyła się piętnasta edycja Pikniku pt. „Wolność". Ekspozycja była przedstawiona w ponad 200 namiotach na 40 000m². Można było między innymi:
- oglądać ASIMO[20]

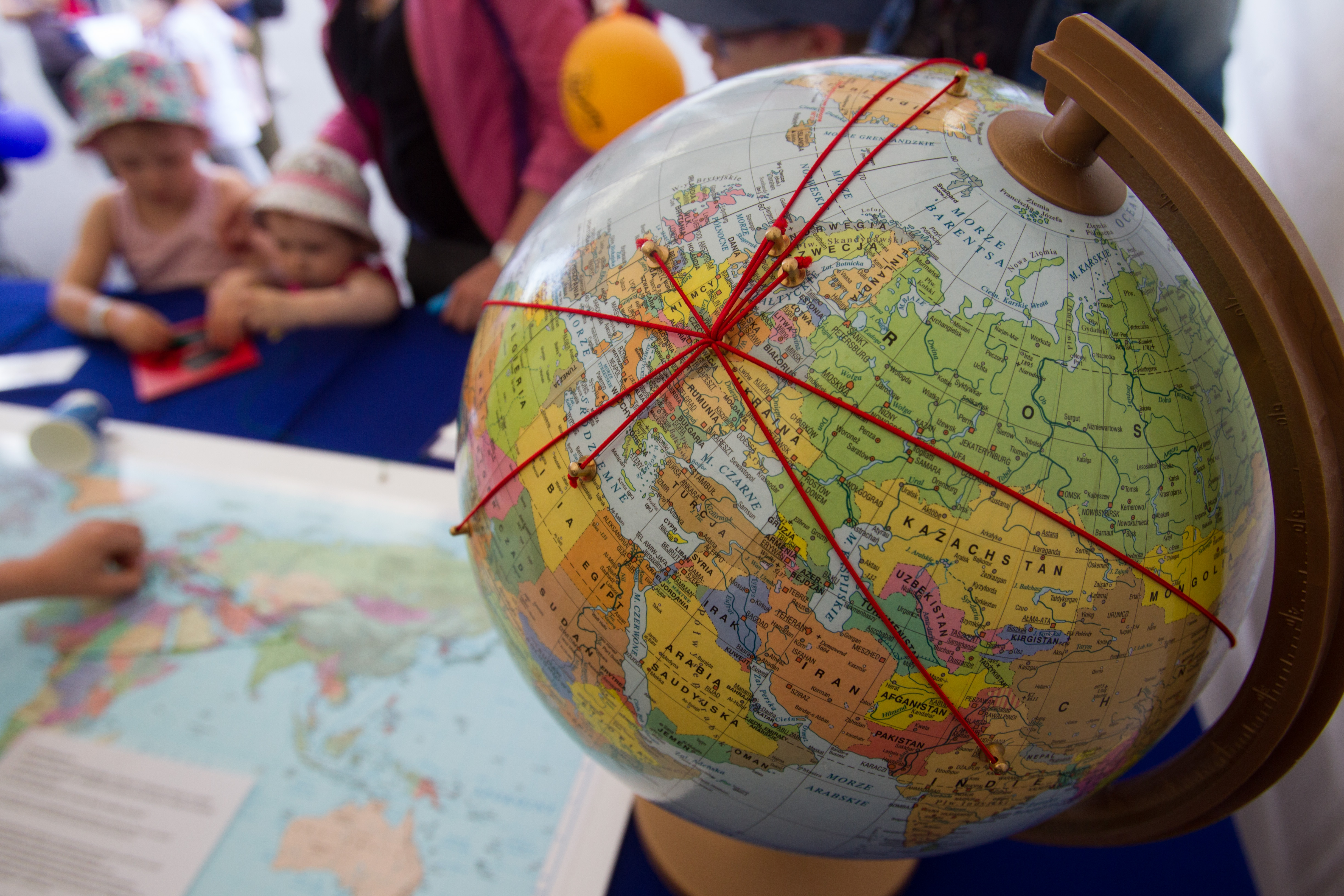
21. Piknik Naukowy, 2017 r.

- budować i programować proste roboty[20]
- poznać metody zabezpieczania śladów dzięki Centralnemu Laboratorium Kryminalistycznemu Komendy Głównej Policji[20]
- wziąć udział w odkopywaniu przygotowanego szkieletu dinozaura[20]
- oglądać pokazy fajerwerków dr Bunheada[20]
- otrzymać okładkę Wiedzy i Życia oraz Świata Nauki z własnym zdjęciem[20]

### 2017
3 czerwca 2017 odbyła się dwudziesta pierwsza edycja Pikniku pt. „Ziemia". Można było między innymi:
- zapoznać się z rozwojem technologii satelitarnej i problematyką globalnej komunikacji[21]
- zebrać informacje na temat różnorodności gleb (np. na ścieżce zmysłów)[22]
- obserwować preparaty komórek nerwowych pod mikroskopem na stanowisku Instytutu Medycyny Doświadczalnej i Klinicznej PAN[23]
- przekonać się jak wyglądały gatunki zwierząt starsze niż ludzkość[24]

### 2018
9 czerwca 2018 odbyła się dwudziesta druga edycja Pikniku pt. „Ruch". Można było m.in.:
- porozmawiać z naukowcami o ruchu cząstek w akceleratorach
- zdobyć informacje o lodowcach na stanowisku Centrum Studiów Polarnych[25]
- zobaczyć terenowy motocykl elektryczny i łódź solarną na stanowisku AGH w Krakowie[25]
- dowiedzieć się o migracjach, tworząc np. żywe wykresy lub grając w grę RPG
- wypróbować egzoszkielet dla trzech osób na stanowisku Wydziału Wzornictwa ASP w Warszawie[26]

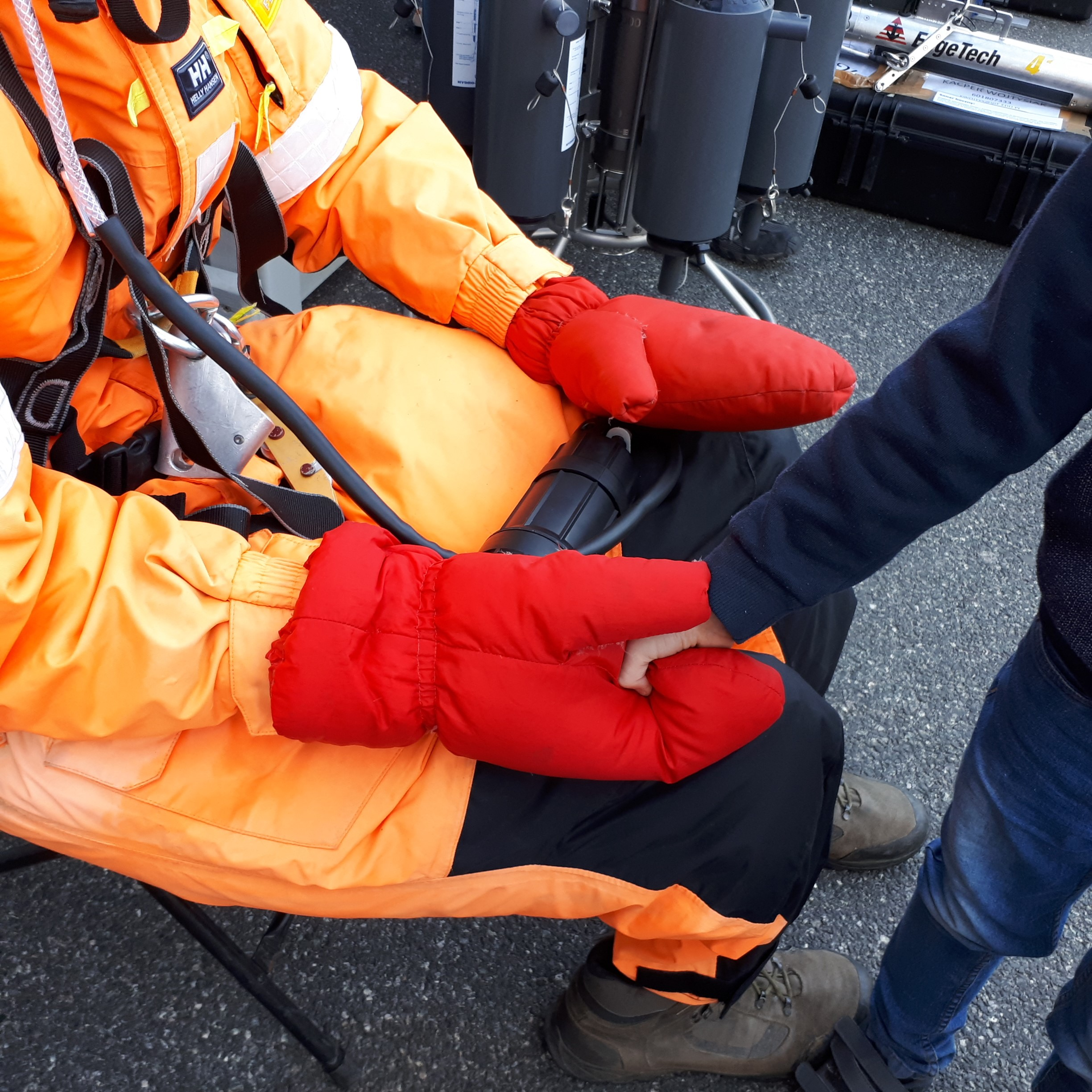
23. Piknik Naukowy

- 23. Piknik Naukowyskorzystać z obecności naukowców, „wypożyczając" ich czas i wiedzę w ramach tzw. Naukoteki[27]

### 2019
11 maja 2019 odbyła się dwudziesta trzecia edycja Pikniku pt. ,,My i maszyny". W strefach: Przyszłości, Zdrowia, Kultowych Eksperymentów, Rodziny, Zrób to sam, Cywilizacji, Gości Zagranicznych można było m.in.:
- potestować druk 3D i działanie robotów
- uczestniczyć w ,,cichej dyskotece"
- zobaczyć prezentację huraganu z 2017 r.
- zobaczyć elektroniczną szczękę i egzoszkielet
- obserwować przebieg zabiegów chirurgicznych
- zagrać na laserowej harfie
- złożyć własnego robota R2D2

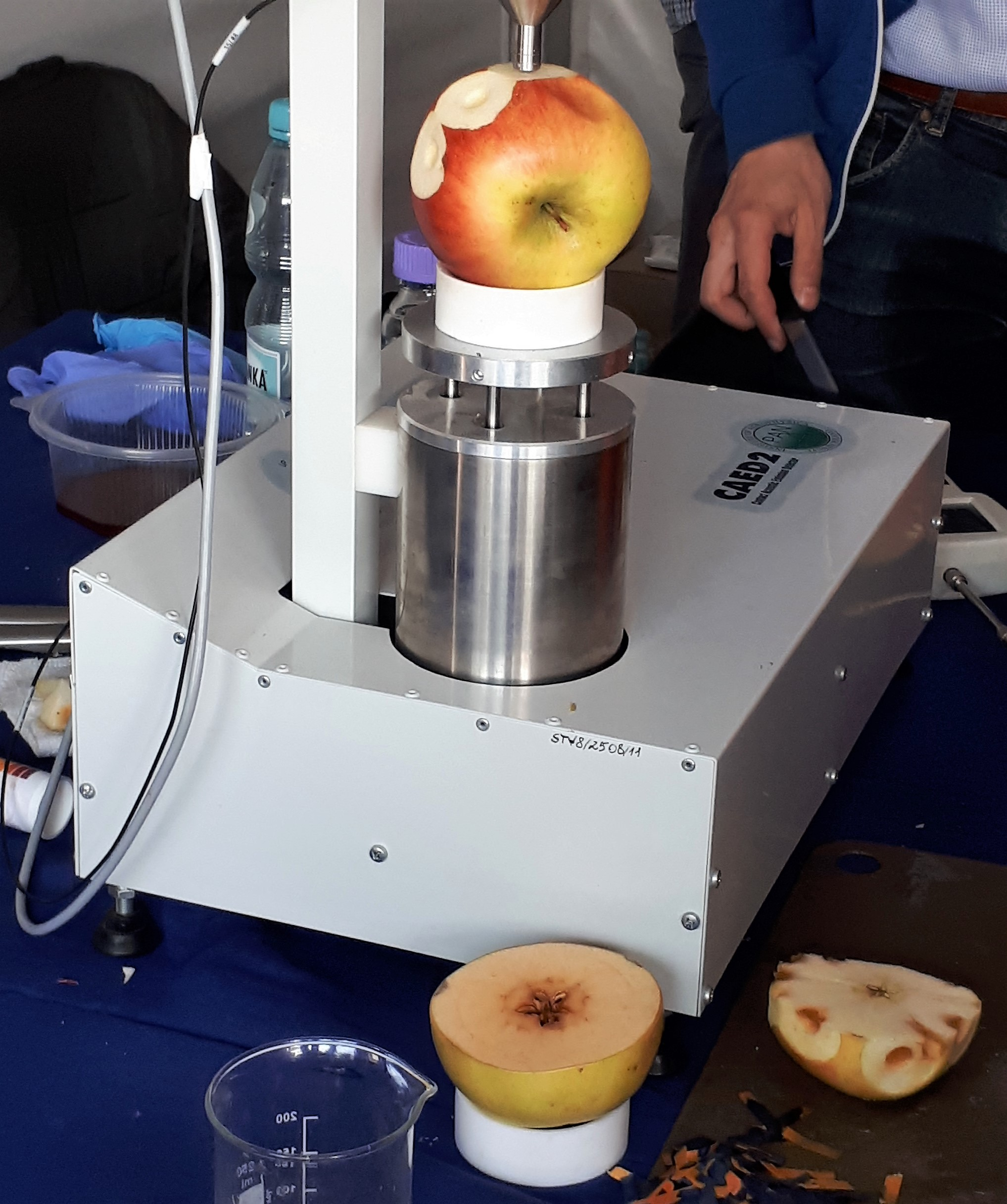
23. Piknik Naukowy

- 23. Piknik Naukowyzmielić zboże na replice dawnych żaren
- przygotować molekularną galaretkę[28][29][30]